# Episodi di Transporter: The Series (prima stagione)
La prima stagione della serie televisiva francocanadese Transporter: The Series ha esordito l'11 ottobre 2012 in Germania su RTL, rete che ha lasciato due episodi inediti durante la prima trasmissione. Con ordine diverso, gli episodi sono poi stati trasmessi in Francia su M6 e in Canada su HBO Canada.
In Italia è stata trasmessa a partire dal 28 gennaio 2013 su Italia 1. L'elenco in tabella segue l'ordine di trasmissione di HBO Canada.
| nº | Titolo originale       | Titolo italiano        | Prima TV originale | Prima TV Italia  |
| -- | ---------------------- | ---------------------- | ------------------ | ---------------- |
| 1  | Trojan Horsepower      | Un solo prototipo      | 29 novembre 2012   | 28 gennaio 2013  |
| 2  | Payback                | Vendetta               | 8 novembre 2013    | 11 febbraio 2013 |
| 3  | The General's Daughter | La figlia del generale | 11 ottobre 2012    | 28 gennaio 2013  |
| 4  | Harvest                | Cuore di padre         | 18 ottobre 2012    | 4 febbraio 2013  |
| 5  | Dead Drop              | Punto morto            | 1º novembre 2012   | 11 febbraio 2013 |
| 6  | Hot Ice                | Cuore di ghiaccio      | 6 dicembre 2012    | 4 febbraio 2013  |
| 7  | Give the Guy a Hand    | Senza scrupoli         | 3 gennaio 2013     | 18 febbraio 2013 |
| 8  | Sharks                 | Squali                 | 15 novembre 2012   | 18 febbraio 2013 |
| 9  | City of Love           | La città dell'amore    | 13 dicembre 2012   | 25 febbraio 2013 |
| 10 | Switch                 | Lo scambio             | 25 ottobre 2012    | 25 febbraio 2013 |
| 11 | 12 Hours               | 12 ore                 | 13 dicembre 2012   | 4 marzo 2013     |
| 12 | Cherchez La Femme      | Soldi, donne e guai    | 20 dicembre        | 4 marzo 2013     |